# Bahnhof Schleswig
Slesvig Station (tysk Bahnhof Schleswig) er en jernbanestation i byen Slesvig i delstaten Slesvig-Holsten i det nordlige Tyskland. Stationen er beliggende lidt syd for byens centrum i bydelen Frederiksberg. Slesvig Station ligger på jernbanestrækningen Neumünster–Flensburg.